# Il Natale di Angel Falls
Il Natale di Angel Falls (Angel Falls Christmas) è un film del 2022 diretto da Jerry Ciccoritti.

## Trama
Una dottoressa stacanovista decide di dimostrare al suo ex fidanzato che anche lei sa vivere la magia del Natale. E in suo aiuto arriverà un angelico barista.

## Distribuzione
Il film è stato distribuito sulla piattaforma Netflix a partire dal 1º dicembre 2022.